# 奈斯派索
奈斯派索（英語：Nespresso），是雀巢奈斯派索股份有限公司（Nestlé Nespresso S.A.）的品牌。该公司总部设立于瑞士沃韦，為雀巢集团的一个子公司。其主要产品是特殊的铝质咖啡胶囊和与其配套使用的胶囊咖啡机。
2009年奈斯派索创下19.4亿欧元（即27.7亿瑞士法郎）的高额收益。法国费加罗报指出：如此高额的收益几乎与奢侈品工业处于同一水平。

## 品牌名称来源
奈斯派索品牌Nespresso名称来源于雀巢Nestlé与浓缩咖啡的意大利文词汇espresso组合而成。

## 奈斯派索的历史
奈斯派索设想最早始于1970年，雀巢公司预测该市场存在巨大的潜力。瑞士的跨国集团于是构想一套可以做出相当于一杯浓缩咖啡量的完全封闭式的咖啡胶囊系统。第一项专利产品始于1970年，但直到1986年才与雀巢Nestlé子公司成立的同时正式投放到市场中并开始商业化。奈斯派索在与另一家瑞士公司Turmix签订合同第一个合同后开始致力与生产咖啡机。奈斯派索首先在职业领域中如：咖啡馆、酒吧、酒店或公司里销售咖啡胶囊。但是这一计划很快就宣布破产。1986年到1988年之间，销售量无法达到预计值，雀巢开始提出质疑。
1988年，在新上任的总经理让-保罗·嘉雅尔的带领下，奈斯派索的市场策略彻底改变。他决定放弃职业市场，并瞄准家庭市场。由此咖啡机战略取得了空前的成功。奈斯派索成功打入进入瑞士、法国、意大利、日本和美国市场，并不断地扩大。今天奈斯派索已经出现在世界上近50个国家和地区。让-保罗·嘉雅尔不仅是这次改变市场战略的发起人，并且也是奈斯派索俱乐部的奠基人。奈斯派索的用户必须加入俱乐部来获取咖啡胶囊。
2005年，奈斯派索通过邀请美國電影演員乔治·克鲁尼（George Clooney）作为奈斯派索广告的代言人取得了巨大的成功。2008年集团又邀请了约翰·马克维奇（John Malkovich）加入广告阵营。2009年奈斯派索创下27.7亿瑞士法郎的收益。
2011年5月，Ethical Coffee Company向法国商业竞争者部门控告雀巢和奈斯派索垄断法国市场，并恶意阻碍其竞争对手。
2016 年 3 月，星巴克宣布将在欧洲销售与 Nespresso 兼容的胶囊。
2019 年，Nespresso 与瑞典公司 Vélosophy 合作。
2020 年夏天，在全球 Covid-19 大流行期间，Nespresso 在其 YouTube 频道上发布了一个专注于可持续性的互联网广告。

## 咖啡机和咖啡胶囊

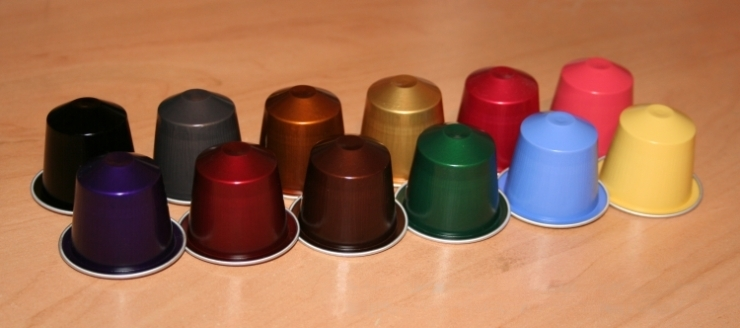
各種口味的咖啡膠囊

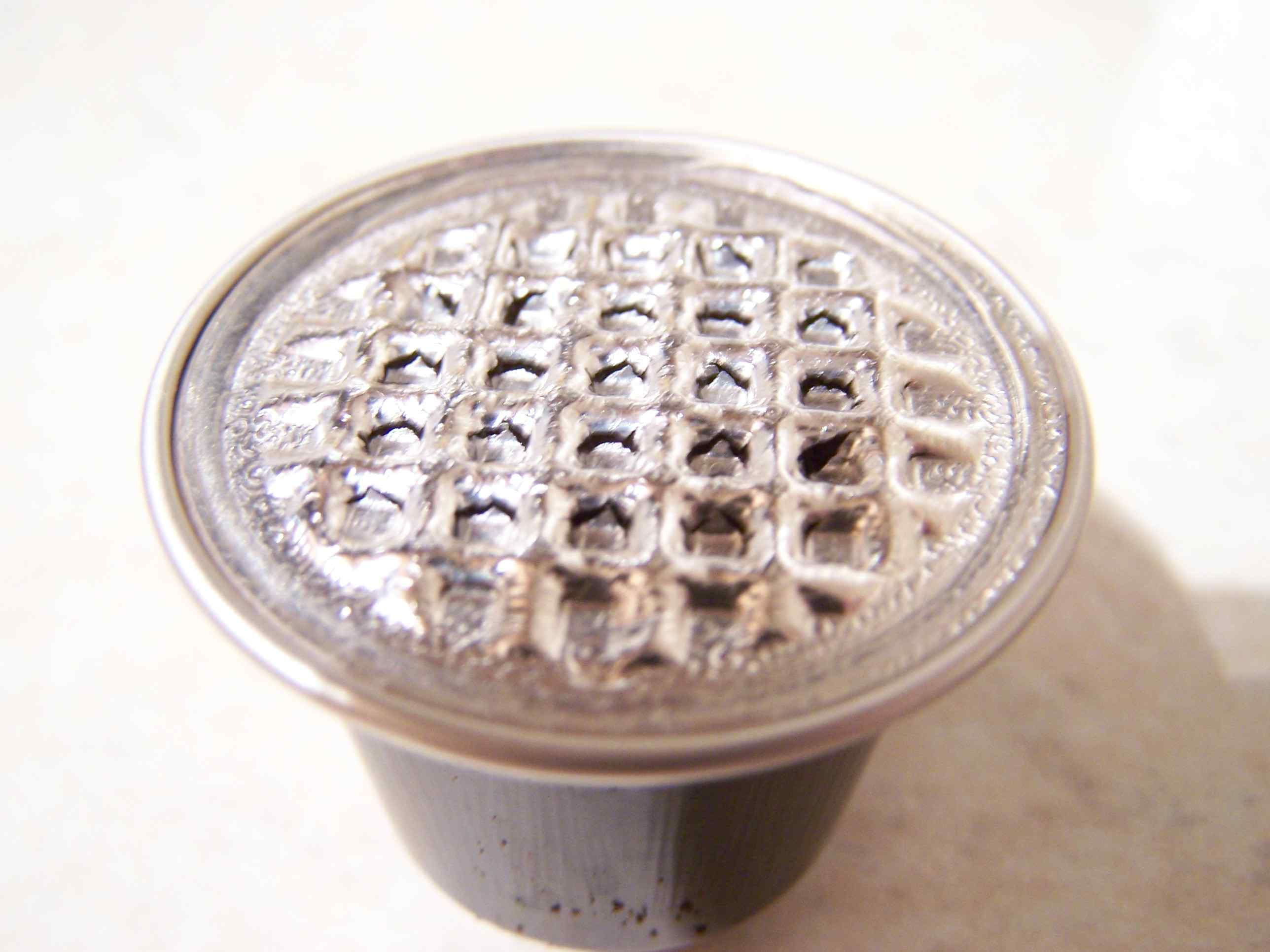
已使用過的咖啡膠囊

### Magimix M100系列
奈斯派索商业化咖啡机和咖啡胶囊。奈斯派索咖啡胶囊只有在奈斯派索销售网点找到，但是咖啡机则有经销许可。奈斯派索与两家生产商合作生产咖啡机：Eugster和Delonghi；但与更多厂商合作销售咖啡机，如：Turmix、Koenig、Krups、Magimix 和西门子。
奈斯派索咖啡胶囊由铝纸制成，其内部由一层食品保护膜来隔离铝纸与咖啡的接触。当胶囊被放入咖啡机中时，胶囊上端被钻孔，从而咖啡机开始运作，加热过的水通过高压被泵入咖啡胶囊中。

## 咖啡种类
奈斯派索咖啡胶囊独立包装：不同颜色代表不同种类的咖啡。
奈斯派索咖啡胶囊推出的咖啡种类来自世界不同地区。咖啡种类由中果咖啡和小果咖啡不同比例的混合而成。奈斯派索共推出16种长期销售的面向家庭的产品及8种面向公司的产品。然而不同的品牌使用不同的咖啡胶囊，所以目前奈斯派索咖啡机只能使用奈斯派索自身研制的咖啡胶囊。
虽然咖啡机不能使用其他品牌的胶囊，但是可以二次利用使用过的胶囊，在里面填上任意品牌的烘培咖啡粉。网上可以找到很多教學影片学习如何填充用过的咖啡胶囊。在市场上也可以找到可以反复利用的塑料或金屬咖啡胶囊。

## 市场
奈斯派索邀请美国著名演员乔治·克鲁尼为其品牌代言，在广告中发表口号："What else?"（“夫复何求？”）他的声音表现出品牌希望定位在奢侈品领域的愿望，正如其在大城市最繁华的街区开设装潢豪华的店铺。约翰·马克维奇同样也被邀请与乔治·克鲁尼一同录制新的广告短片。该广告的成功带来了许多幽默的改编。
品牌通过创立奈斯派索俱乐部，追求以区分开低档产品的销售模式，提供与之不同的奢华服务体验。

## 匹配的咖啡胶囊
2010年三月，奈斯派索1988年至1997年的总经理让-保罗·嘉雅尔指出奈斯派索专利的一个可以使用竞争对手胶囊的缺陷。他的竞争对手像Sara Lee出品了Maison du café一样，在法国连锁超市Casino旗下出品了一系列能与奈斯派索咖啡机配套使用的胶囊。奈斯派索决定2010年6月以假冒的罪名起诉Sara Lee及其Casino销售网点。

## 专业系列

### ES50型奈斯派索专业咖啡壶
1996年奈斯派索以其专业系列投入市场，之后成为奈斯派索商业咖啡办法。2006年这一部门的客源量已经占有品牌客源总量的15%。专业咖啡胶囊有着与家庭咖啡胶囊不同的型号，而且只有与其匹配的专业咖啡机方可使用。这些专业咖啡机必须在每月购买一定量的咖啡胶囊的条件下才会被安装并更新。

## 获奖状况
2011年10月18日奈斯派索被评选为2012年销售领域等级最佳消费者服务奖获得品牌。

### 商业模式
咖啡机、咖啡胶囊和服务理念受70项专利保护（即在所有相关国家的1700个注册专利），最早申请的专利将在2012年失效。该经济模式为防止竞争对手所使用的封闭式模式。因此，在专利失效以前，奈斯派索咖啡机只能使用奈斯派索的咖啡胶囊。消费者只能通过奈斯派索网站或者去奈斯派索专卖店购买雀巢咖啡。这个封闭式商业理念類似於市场上的打印机生产商。该理念允许奈斯派索独家定价其产品，使一杯咖啡的价格高于用咖啡滤纸制成的咖啡的3倍。2011年9月，瑞士无政府主义组织Suisse Solidar向奈斯派索咖啡的性价比提出质疑并改编乔治·克鲁尼的广告用来讽刺品牌。

## 环境影响
在环保方面由于胶囊的包装，奈斯派索胶囊咖啡比其他加工咖啡的方式如：煎熬、浸泡、过滤和渗漏，对环境的影响更大。一些咖啡胶囊可以再次利用，但是实际上胶囊很少被回收。2009年雀巢宣布瑞士和德国的胶囊回收率均为50%，而法国却只有2%。雀巢方面指出胶囊中铝的回收率仍然未知。为缓解这一问题，企业发起一项名为"Ecolaboration"（生态实验）的计划。
不同于家庭咖啡胶囊，奈斯派索专业咖啡胶囊仍然不可被回收利用。专业咖啡胶囊在制作过程中已经将铝和塑料混合。材料层互相融合，并无法将其燃烧。因此世界自然基金会和其他环保组织提出“最理性的解决方法还是购买散装咖啡”。

## 相关條目
- 雀巢
- 雀巢咖啡
- 咖啡
- 咖啡机
- 咖啡胶囊
- 中果咖啡
- 小果咖啡
- 浓缩咖啡
- 卡布奇诺
- 膠囊機